# William Stratton

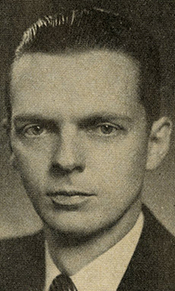
William Stratton

William Grant Stratton  (* 26. Februar 1914 in Ingleside, Lake County, Illinois; † 2. März 2001 in Chicago, Illinois) war ein US-amerikanischer Politiker (Republikanische Partei) und von 1953 bis 1961 der 32. Gouverneur von Illinois. Außerdem vertrat er diesen Bundesstaat als Abgeordneter im Kongress.

## Frühe Jahre und politischer Aufstieg
William Stratton besuchte bis 1934 die University of Arizona. Danach begann er eine lange politische Karriere. Zwischen 1941 und 1943 war er im US-Repräsentantenhaus in Washington, D.C. Von 1943 bis 1944 und nochmals von 1950 bis 1952 war er Finanzminister von Illinois. Dazwischen war er von 1944 bis 1946 Offizier in der US Navy und nochmals im US-Repräsentantenhaus (1947–49). In den Jahren 1952, 1956, 1960 und 1976 war er Delegierter zu den Republican National Conventions. Diese Partei nominierte ihn 1952 auch zu ihrem Kandidaten für das Amt des Gouverneurs von Illinois.

## Gouverneur von Illinois
Nach dem Wahlsieg gegen den Demokraten Sherwood Dixon trat Stratton sein neues Amt am 12. Januar 1953 an. Nach einer erfolgreichen Wiederwahl im Jahr 1956 gegen Richard Bevan Austin konnte er insgesamt acht Jahre in diesem Amt verbleiben. In dieser Zeit wurden die Krankenhäuser reformiert. Es wurde sichergestellt, dass genug Betten für die Kranken zur Verfügung standen. Die Regierung verkaufte Staatsanleihen zur Finanzierung der Schnellstraßen des Staates und das Schulsystem wurde verbessert. Die Universitäten des Landes wurden ebenfalls gefördert. In Strattons Amtszeit wurden mit Vera Binks die erste Frau und mit Joseph Bibb der erste Afroamerikaner in das Kabinett berufen. Im Jahr 1954 wurde der Grundstein für ein neues Regierungsgebäude in Springfield gelegt, das später nach dem Gouverneur benannt wurde. Damals wurden auch die Wahlbezirke in Illinois neu eingeteilt. Am 30. Oktober 1955 nahm der Chicago O’Hare International Airport seinen Betrieb auf. 1957 ging in Illinois das erste Kernkraftwerk in Betrieb. Im Dezember 1958 starben bei einem Brand in einer Schule 90 Menschen. Im Jahr 1959 führte Stratton eine einheitliche Sommer und Winterzeit in ganz Illinois ein. 1960 war die Einwohnerzahl von Illinois erstmals auf über 10 Millionen angewachsen (Zum Vergleich: 1950 hatte der Staat noch 8,7 Millionen Einwohner).
Im Jahr 1960 scheiterte Stratton bei dem Versuch, in eine dritte Amtsperiode gewählt zu werden. Daher musste er am 9. Januar 1961 aus seinem Amt ausscheiden.

## Weiterer Lebenslauf
Nach dem Ende seiner Amtszeit wurde er 1965 wegen Steuerhinterziehung angeklagt, aber vor Gericht freigesprochen. Im Jahr 1968 kandidierte er erfolglos für eine Rückkehr in das Amt des Gouverneurs. Danach zog er sich aus der Politik zurück. Bis zu seinem Tod im Jahr 2001 war er Vizepräsident der Associated Bank of Chicago. William Stratton war mit Shirley Breckinridge verheiratet, mit der er drei Kinder hatte.